# Dionychoscelis
Dionychoscelis är ett släkte av fjärilar. Dionychoscelis ingår i familjen björnspinnare.
Kladogram enligt Catalogue of Life:
| Dionychoscelis | \| \| Dionychoscelis lactea \| \| \| \| \| \| Dionychoscelis venata \| \| \| \| |
|                | \| \| Dionychoscelis lactea \| \| \| \| \| \| Dionychoscelis venata \| \| \| \| |
|                | Dionychoscelis lactea                                                           |
|                |                                                                                 |
|                | Dionychoscelis venata                                                           |
|                |                                                                                 |